# Luciano González
Luciano Daniel González Rizzoni (Rioja, 10 de abril de 1997) é um jogador de rugby sevens argentino.

## Carreira
González integrou Seleção Argentina de Rugby Sevens nos Jogos Olímpicos de Verão de 2020 em Tóquio, quando conquistou a medalha de bronze após derrotar a equipe britânica por 17–12.